# Peixe-cadela
O peixe-cadela (Cynopotamus humeralis) é um peixe teleósteo, caraciforme, da família dos caracídeos, sendo encontrado no Peru, Bolívia, Argentina, Amazonas e nos rios do Sudeste e do Sul do Brasil. A espécie possui cerca de 28 cm de comprimento, coloração prateada e caninos muito salientes. É comum a presença em sua língua do crustáceo isópode parasita Philostomella cigarra. Também é chamada pelos nomes de cigarra, dentudo-comum, dentudo-pintado e peixe-cigarra.